# Yasu-wa minyeo
Yasu-wa minyeo (야수와 미녀?, Yasuwa minyŏMR), noto anche con il titolo internazionale The Beast and the Beauty, è un film del 2005 diretto da Lee Gae-byok.

## Trama
Il doppiatore Gu Dong-gun è fidanzato con Jang Hae-ju, una ragazza cieca; pur amandola profondamente, l'uomo le ha mentito riguardo al suo aspetto. Quando improvvisamente la giovane si sottopone a un intervento per recuperare la vista crede così che Tak Joon-ha, un amico del liceo di Dong-gun, sia la persona amata.